# Yasutora Sado
Yasutora Sado (佐渡 泰虎?, Sado Yasutora), meglio conosciuto come Chad (チャド?, Chado), è un personaggio della serie manga e anime Bleach di Tite Kubo, ed appare sin dai primi volumi. Sado è arrivato 30º nel sondaggio dei personaggi più amati della serie, sulla rivista Weekly Shōnen Jump.

## Aspetto e carattere
Di costituzione robusta e di pelle scura, dovuta all'origine messicana, è molto alto (197 cm) e spesso viene ritenuto più grande di quanto non sia realmente. Ha un tatuaggio sulla spalla sinistra in cui è possibile leggere, in italiano, "amore e morte". Il tatuaggio è a forma di cuore, con un serpente e un paio di ali angeliche attorno. Solitamente Sado veste l'uniforme scolastica, escludendo le occasioni in cui ha indossato una lunga maglia nera con una rosa, in omaggio al nonno, di nome Oscar Joaquin de la Rosa.
D'indole calma e pacata, Sado ha una debolezza per cose e creature che ritiene carine (per esempio, i peluche come Kon). È dotato di grande forza, ed anche prima di attivare i propri poteri spirituali è in grado di compiere gesta straordinarie, come sopravvivere ad una trave di acciaio cadutogli sulla schiena o sradicare un palo del telefono. Notevole è anche la sua intelligenza, che gli consentirà di classificarsi undicesimo su 322 studenti all'interno della sua scuola. Sado ha una personalità estremamente leale, in particolare con Ichigo, che è uno dei suoi amici più cari, arrivando persino a mettere al repentaglio la sua vita per aiutarlo.

## Storia
Sado è nato a Okinawa, in Giappone, ma è stato portato in Messico dai suoi parenti in giovane età.
Dopo la loro morte, Chad fu adottato da Oscar Joaquin de la Rosa, creduto suo nonno, che il ragazzo chiama Abuelo ("nonno" in spagnolo). Durante i suoi primi anni, Sado era estremamente violento e intimidiva e colpiva gli altri bambini che lo annoiavano. Oscar Joaquin provò a insegnare a Chad ad essere gentile, ma all'inizio fu un insuccesso. Un giorno, però, i genitori dei bambini che Chad combatteva lo cercarono per punirlo; Oscar Joaquin si mise tra loro e il nipote prendendo la punizione di Chad senza dire nulla. Il ragazzo trasse ispirazione da questo esempio per diventare una persona migliore. Il nonno gli diede inoltre una moneta messicana a memoria di quegli insegnamenti.
Anni dopo, quando Oscar Joaquin morì, Chad fece un voto: egli non avrebbe mai più combattuto per sé stesso, ma avrebbe usato la sua forza per proteggere gli altri, come insegnatogli dal nonno. La moneta simboleggia questo voto, che Chad ora ritiene più importante della sua stessa vita. Quando il nonno morì, Sado decise di ritornare in Giappone, dove entrò nella scuola Mashiba, dove inizialmente era temuto dagli altri ragazzi. Un giorno alcuni teppisti lo catturarono e provarono a distruggere la sua moneta, ma intervenne ad aiutarlo Ichigo. Così cominciò una salda amicizia e quel giorno Ichigo fece una promessa con Sado: poiché Chad non combatteva per proteggere sé stesso, essi avrebbero combattuto l'uno per l'altro. Insieme vennero promossi alla scuola Mashiba ed entrarono nella scuola di Karakura.
Chad, la prima volta che appare, è uno studente nella classe di Ichigo con buoni voti (11º nell'intera scuola). Un giorno Sado si offre di curare un pappagallo, apparentemente maledetto perché i precedenti proprietari avevano fatto tutti una brutta fine. In effetti, dopo essere entrato in possesso della bestia, viene colpito da una trave di ferro, colpito in testa da una motocicletta, e altri incidenti tutti in un giorno. Viene quindi guarito nella clinica Kurosaki, dove Rukia Kuchiki e Ichigo notano il segno di un Hollow sulla sua schiena. Più tardi Rukia e Chad si trovano a combattere insieme l'Hollow, cercando modi innovativi di sconfiggerlo, poiché Rukia è ancora priva dei suoi poteri da shinigami e Sado non ha la capacità di vedere le entità spirituali, in attesa dell'arrivo di Ichigo. Intanto il pappagallo si rivela essere Yūichi Shibata, un ragazzo che aveva accidentalmente ucciso il serial killer che aveva assassinato sua madre.
L'omicida, appena diventato Hollow, si era vendicato del ragazzo imprigionandolo nel corpo di un pappagallo e dicendogli che lui avrebbe potuto far tornare in vita sua madre. Ichigo sconfigge l'Hollow e manda Shibata nella Soul Society, con la speranza che lì possa incontrare sua madre. Chad promette che se incontrerà di nuovo Shibata, lo porterà con lui come fatto in quei pochi giorni.
Quando Uryū Ishida sfida Ichigo e usa un'esca per avere una moltitudine di Hollow nella città di Karakura, Chad incontra un hollow che egli riesce appena a vedere e lo porta fuori dalla città per evitare guai. Lì incontra Karin Kurosaki, che può vedere l'Hollow. Così la ragazzina lo aiuta a combattere il mostro. Durante il combattimento Sado comincia a vedere chiaramente l'essere e il suo braccio si trasforma in una sorta di armatura. Grazie al nuovo potere acquisito, Chad sconfigge l'Hollow per poi cadere a terra esausto. Viene quindi portato da Kisuke Urahara nel suo negozio, dove scopre che anche Orihime è stata portata lì.
Dopo che Rukia è stata portata nella Soul Society, Chad e Orihime vengono allenati da Yoruichi Shihōin in forma di gatto. Dopo una settimana, Sado, Orihime, Ishida, Yoruichi e Ichigo vanno nella Soul Society. Nel Rukongai, Chad ritrova Shibata, e lo porta con sé per tutto il giorno come promesso. Quando il gruppo si separa all'entrata nel Seiretei, Chad rimane da solo. Più avanti si trova a combattere contro alcuni shinigami dell'Undicesima Divisione per permettere ad Ichigo di scappare e li sconfigge. Chad trova poi il modo di entrare nel quartier generale dell'Ottava Divisione dove elimina il 3º saggio, Tatsufusa Enjoji, con un solo colpo.
Quindi prosegue ma incontra Shunsui Kyōraku, capitano dell'Ottava Divisione del Gotei 13. Dopo una breve discussione per cercare di evitare il combattimento, Chad lancia alcuni attacchi contro l'avversario, ma questi vengono tutti schivati o respinti.
Nonostante Sado ce la metta tutta, Kyoraku ha facilmente la meglio, ferendolo seriamente ma lasciandolo intenzionalmente in vita. Chad viene guarito dalla Quarta Divisione e viene messo in una cella, dove trova Ganju Shiba e Ishida. Essi vengono liberati da Kenpachi Zaraki e si riuniscono a Orihime. Il luogotenente di Zaraki, Yachiru Kusajishi, porta il gruppo al Sokyoku, dove è in atto il combattimento tra Ichigo e Byakuya Kuchiki.
Dopo la sconfitta di Byakuya, il gruppo va da Ichigo. Essi scoprono la verità sulla Soul Society e sul piano elaborato da Sōsuke Aizen, che però fugge verso l'Hueco Mundo. Ishida, Chad, Ichigo e Orihime tornano quindi sulla terra.

Dopo essere ritornato dalla Soul Society, un nuovo studente, Shinji Hirako, arriva a scuola. Chad e Orihime seguono Shinji e lo sentono parlare con Hiyori Sarugaki per convincere Ichigo a far parte del loro gruppo. Hiyori sta per ucciderli ma Shinji la porta via. Orihime inizia a cercarli, ma viene fermata da Chad, che capisce che non possono sconfiggerli. Quando il duo di Espada Ulquiorra Schiffer e Yammy Rialgo arrivano sulla terra, Chad e Orihime li affrontano per riuscire a salvare i feriti. Il braccio destro di Chad viene gravemente ferito da Yammy, e richiede molti giorni di guarigione.
Quindi Chad va a combattere contro la squadra di assalto di Grimmjow Jeagerjaques, ma è vicino a essere pugnalato al cuore da D-Roy. Capendo che non può più soddisfare la promessa fatta a Ichigo, Chad chiede ad Urahara di allenarlo. Così si addestra da solo contro Renji Abarai e il suo bankai per migliorare le sue abilità.
Quando Orihime è catturata da Aizen, Chad e Uryū offrono la loro potenza al servizio di Ichigo per salvarla. Lui esita ad accettare la loro offerta pensando che non siano all'altezza del compito ma Sado mostra i poteri del nuovo braccio e gli fa capire che non sarà un intralcio contro i nemici. Il trio parte quindi alla volta di Hueco Mundo.

Appena arrivati Chad e Ishida affrontano due arrancar, Iceringer e Demōra, dicendo a Ichigo di guardarli. Dopo un inizio incerto i due si scambiano gli avversari e facilmente vincono. Chad in questa occasione usa il suo nuovo attacco "El Directo".
Con la sconfitta dei due arrancar la stanza crolla e i tre si ritrovano fuori in un grande deserto. Dopo aver camminato per un po', incontrano Nel e i suoi amici e con la loro compagnia si dirigono a Las Noches, la fortezza di Aizen. Raggiunti anche da Rukia e Renji giungono ad una stanza con cinque strade e il gruppo si divide.
Chad incontra Gantenbainne Mosqueda, il 107º arrancar, e combatte contro di lui. All'inizio ha diverse difficoltà, ma poi grazie ai poteri del suo nuovo braccio che aumenta la velocità delle sue reazioni riesce a bloccare gli attacchi del nemico. Dopo che Gantenbainne rilascia la sua zanpakutō, Chad rivela che lo spirito di suo nonno abita nel suo braccio destro che serve a proteggere, mentre il braccio sinistro serve per attaccare, ed è chiamato il " Brazo Izquierdo del Diablo" (braccio sinistro del diavolo). Con un colpo solo del suo braccio sinistro sconfigge il nemico. Alla fine dello scontro Chad ringrazia lo sconfitto per aver risvegliato il suo vero potere e prega per la sua fortuna.
Gantenbainne gli chiede di correre perché Nnoitra Jirga, il Quinto Espada, si sta avvicinando ma Sado decide di combatterlo. Nello scontro Nnoitra resiste facilmente all'attacco di Chad e taglia in due il suo scudo, sconfiggendolo definitivamente. Chad non è ancora morto e cerca di sferrare un altro attacco ma viene fermato da un sottoposto di Nnoitra, Tesla.
Quando in seguito il ragazzo e Gantenbainne stanno per essere uccisi dagli Exequias, in loro aiuto interviene Retsu Unohana.
Dopo essersi ripreso e aver aiutato Rukia, Renji e Ishida nella lotta contro le Exequias, Chad, insieme agli altri, si ritrova a dover affrontare un vecchio nemico, già affrontato sulla terra: il Decimo Espada, Yammy Rialgo. Con suo enorme stupore, l'Espada ha aumentato enormemente le sue dimensioni, e una volta rilasciato il suo vero potere, si scopre che in realtà è l'Espada Zero. I quattro si preparano quindi a combatterlo.
Diciassette mesi dopo la battaglia con Aizen, Sado ha smesso di frequentare regolarmente la scuola. Ichigo, dopo essersi avvicinato all'Xcution, scopre che anche Sado è un membro del gruppo. Successivamente cadrà sotto l'effetto del Fullbring di Tsukishima, Book of the end, come l'amica Orihime.

## Poteri
Chad vanta una forza fisica e una resistenza fuori dal comune ma è anche dotato di poteri derivanti dal Fullbring, che focalizza sulle braccia, nati - stando in continuo contatto con Ichigo e con l'Hōgyoku nascosto nell'anima di Rukia - dal desiderio di aiutare l'amico. All'inizio potrà trasformare solo il suo braccio destro, che in realtà serve per la difesa ma col quale può anche colpire provocando ingenti danni; dopo l'allenamento con Yoruichi riesce ad effettuare diversi attacchi e quindi, dopo un'aspra lotta contro il Privaron Espada Gantenbainne Mosqueda, si sveglia anche il potere del braccio sinistro, usato propriamente per l'attacco.
I suoi poteri sono chiamati:
- Brazo Derecho del Gigante (ブラソ・デレチャ・デ・ヒガンテ, in spagnolo "Braccio Destro del Gigante"): quando Chad attiva questo potere, il suo braccio destro viene ricoperto da una sorta di armatura color viola scuro intervallata da striature più chiare. Nella sua prima forma il Brazo Derecho era in grado di scagliare un semplice raggio energetico e potenti pugni mentre nella seconda diventa in grado di scagliare un colpo molto potente chiamato El Directo (エル・ディレクト, in spagnolo "Il Diretto", connotazione giapponese "Colpo del Gigante"); nella sua terza e ultima forma assume le sembianze di un vero e proprio scudo sull'avambraccio con sopra disegnato il volto di un demone: con questa trasformazione sembra essere aumentato ulteriormente il suo potere d'attacco ma soprattutto la sua difesa, così come la sua agilità e la sua velocità di reazione.
- Brazo Izquierdo del Diablo (ブラソ・イスキエルダ・デル・ディアボロ, in spagnolo "Braccio Sinistro del Diavolo"): questo potere, adibito esclusivamente all'offensiva, ricopre il braccio sinistro con una sorta di armatura bianca con striature viola. La sua tecnica principale è La Muerte (ラ・ムエルテ, in spagnolo "La Morte", connotazione giapponese "Colpo della Morte"), che consiste nel raccogliere piccoli cerchi di energia sulla punta delle dita per poi serrare un potente colpo sull'avversario; la frattura causata dal pugno sulle superfici piane assume l'inquietante forma di un teschio.

Chad ha dimostrato inoltre, insieme a Orihime, di poter percepire lo stato mentale ed emotivo delle persone.